# Trioza litseae
Trioza litseae är en insektsart som beskrevs av Bordage 1898. Trioza litseae ingår i släktet Trioza och familjen spetsbladloppor. Inga underarter finns listade i Catalogue of Life.